# Der Nachtfalke
Der Nachtfalke (Originaltitel: Midnight Caller) ist der Titel einer US-amerikanischen Fernsehserie aus den Jahren 1988 bis 1991. Insgesamt wurden in drei Staffeln 61 Folgen mit jeweils etwa 45 bis 50 Minuten Länge gedreht. Die Erstausstrahlung erfolgte in den Vereinigten Staaten am 25. Oktober 1988 bei NBC. Die deutsche Erstausstrahlung war am 28. März 1990 im ZDF.

## Handlung
Der Polizist Jack Killian erschießt im Dienst versehentlich einen Kollegen und quittiert aufgrund dieses Vorfalles seinen Dienst in San Francisco. Er stürzt in eine Krise und beginnt zu trinken, bis Devon King, die Inhaberin der Radiostation KJCM, ihn daraus befreit. Sie bietet ihm an, eine Radiosendung zu moderieren: eine Talkshow, die ab Mitternacht gesendet wird. Die Leute können den „Nachtfalken“ von Mitternacht bis 3 Uhr anrufen und sind dann live „on Air“. Jack Killian hat Erfolg in seinem neuen Metier, aber gleichzeitig lässt sein früherer Beruf ihn nicht ganz los. Seine Spürnase bringt ihn immer wieder in brenzlige Situationen. Der Nachtfalke kämpft weiter für die gute Sache.
Jede Folge endet mit dem von Jack Killian ins Mikrofon gesprochenen Satz „Gute Nacht, Amerika – wo immer Sie sind“.

## Auszeichnungen
- 1989: Emmy für Joe Spano (Outstanding Guest Actor in a Drama Series)
- 1989: Emmy für Kay Lenz (Outstanding Guest Actor in a Drama Series)
- 1989: Emmy-Nominierung für Thomas Carter (Outstanding Directing in a Drama Series)
- 1989: Emmy-Nominierung für Peter Boyle (Outstanding Guest Actor in a Drama Series)
- 1990: Emmy-Nominierung für Bradley B. Six (Outstanding Cinematography for a Series)
- 1990: Emmy-Nominierung für Roger Bondelli (Outstanding Editing for a Series – Single Camera Production)
- 1990: Emmy-Nominierung für Bruce Weitz (Outstanding Guest Actor in a Drama Series)
- 1990: Emmy-Nominierung für Kay Lenz (Outstanding Guest Actor in a Drama Series)

## Episodenführer
- 1. Angels Rache (Conversation With The Assassin), Pilotfilm
- 2. Hanks große Liebe (Twelve Gauge)
- 3. Tina und der Playboy (After It Happened)
- 4. Der Mann ohne Gesicht (Payback)
- 5. Traumland Mexico (The Bank Job)
- 6. Die Hinrichtung des John Saringo (The Execution Of John Saringo)
- 7. Der Herr mit der weißen Weste (A Kiss For The Dying)
- 8. Die Dreckschleuder (Trash Radio)
- 9. Ein Traum vom Glück (No Exit)
- 10. Väter sind auch Menschen (Father’s & Sins)
- 11. Jacks Jacke (The Fall)
- 12. Eine rote Rose (Promise To A Dead Man)
- 13. Der berühmte Nathan Fillmore (Blame It On Midnight)
- 14. Der Sohn meines Freunde (Ethan’s Call)
- 15. Rebeccas Baby (Baby Case)
- 16. Annie Driscoll’s Geheimnis (Wait Until Midnight)
- 17. Schicksal, Mr. Charlie (Blues For Mr. Charlie)
- 18. Schwarze Schafe (The Tarnished Shield)
- 19. Panik in San Francisco – Teil 1 (Evil Is Live Spelled Backward – Part 1)
- 20. Panik in San Francisco – Teil 2 (Evil Is Live Spelled Backward – Part 2)
- 21. Erbarmen für Barry (Mercy Me)
- 22. Eine Rose für Devon (Watching Me Watching You)
- 23. Ida Turners Kampfansage (Take Back The Streets)
- 24. Tina kehrt zurück (Someone To Love)
- 25. Keine Ruhe für Molly (End Of The Innocence)
- 26. Im Teufelskreis (Blood Red)
- 27. Die an Wunder glauben (Do You Believe In Miracles?)
- 28. San Francisco 17. Oktober 1989 (Based On A True Story)
- 29. Ausgesetzt (Planes)
- 30. Kid Salinas (Kid Salinas)
- 31. Lügen haben lange Beine – Teil 1 (A Snitch In Time – Part 1)
- 32. Lügen haben lange Beine – Teil 2 (A Snitch In Time – Part 2)
- 33. Die ’15. Straße’ (The Reverend Sound Bite)
- 34. Wer einmal hinter Gittern saß … (The Wrong Side Of The Wall)
- 35. Frechheit siegt (Three For The Money)
- 36. Lauter feine Leute (Protection)
- 37. Sayonara, Liebling (With Malice Toward One)
- 38. Geiselnahme ist kein Spiel (The Hostage Game)
- 39. Mit der Welt zerfallen (Free Fall)
- 40. Abschlußklasse 1980 (Class Of ’80)
- 41. Wie eine Zeitbombe (Language Barrier)
- 42. Mitleid und Grausamkeit (Old Friends)
- 43. Ein tiefer Schmerz (Ain’t Too Proud To Beg)
- 44. Sie nannten ihn Jack (Sale Away)
- 45. Die Hölle schlägt zurück – Teil 1 (Life Without Possibility – Part 1)
- 46. Die Hölle schlägt zurück – Teil 2 (Life Without Possibility – Part 2)
- 47. Schrei nach Vergebung (Ryder On The Storm)
- 48. Es gibt kein Entrinnen (Home To Roost)
- 49. Das ist Amore! (That’s Amore)
- 50. Die Wahrheit über Jenna (Her Dirty Little Secret)
- 51. Salazars letzte Fracht (Uninvited Guest)
- 52. Spiel Blotto … und stirb (Play Blotto … And Die)
- 53. Ein verzweifelter Versuch (Can’t Say N-n-n-o)
- 54. Seine größte Chance (Blood Ties)
- 55. Begierde und Laster (The Added Starter)
- 56. Der schwerste aller Wege (The Loneliest Number)
- 57. Kinder der Sucht (A Cry In The Night)
- 58. Pokern oder Blutbad (The Leopard)
- 59. Stadt der verlorenen Seelen – Teil 1 (City Of Lost Souls – Part 1)
- 60. Stadt der verlorenen Seelen – Teil 2 (City Of Lost Souls – Part 2)
- 61. Stadt der verlorenen Seelen – Teil 3 (City Of Lost Souls – Part 3)

## Filmmusik
Die von Brad Fiedel komponierte Titelmelodie zur Serie stammt von dem Jazz-Trompeter Rick Braun.